# Durin Barat
Durin Barat is een bestuurslaag in het regentschap Bangkalan van de provincie Oost-Java, Indonesië. Durin Barat telt 4774 inwoners (volkstelling 2010).